# Clytra camerunica
Clytra camerunica es un coleóptero de la familia Chrysomelidae. Fue descrita científicamente por primera vez en 2006 por Medvedev.